# Tatia jaracatia
Tatia jaracatia és una espècie de peix siluriforme d'aigua dolça del gènere Tatia de la família Auqueniptèrid. Habita en cursos fluvials subtropicals del centre-est d'Amèrica del Sud.

## Distribució geogràfica
Aquest peix es distribueix al centre-est d'Amèrica del Sud, sent un endemisme del baix Riu Iguaçú, en el tram corresponent a l'ubicat abans de les Cascades de l'Iguaçú. Les localitats de col·lecta corresponen a l'estat de Paranà, al sud del Brasil, i en el sector de la mateixa conca a l'extrem Nord-est argentí de la regió mesopotàmica, al nordorient de la província de Misiones. És l'única espècie del gènere que viu en aquesta conca. Biogeogràficament, és endèmica de l'ecoregió d'aigua dolça Iguaçú.

## Morfologia
És un peix de mida petita, aconseguint el major exemplar els 6,6 cm de longitud total. Es distingeix dels seus congèneres per tenir grans taques irregulars pàl·lides sobre un contrastant fons de coloració marró fosc; per no comptar amb ratlla longitudinal, per tenir en l'aleta cabal una coloració de fons clara sobre la qual exhibeix taques marró-fosc (en els adults, ja que en els joves és completament fosc) i per tenir un procés humeral llarg. Aquesta espècie presenta dimorfisme sexual en les obertures genitals i urinàries, en les proporcions de mida entre el lòbul superior i inferior de l'aleta cabal, i en la mida, l'amplada i la presència d'espines antrorsas i retrorsas sobre els raigs de l'aleta anal.

## Taxonomia
Aquesta espècie va ser escrita originalment l'any 2009 pels ictiòlegs brasilers Carla Simone Pavanelli i Alessandro Gasparetto Bifi. Etimològicament el nom genèric Tatia rendeix honor al ictiòleg britànic Charles Tate Regan. El terme específic jaracatia al·ludeix al curs fluvial on va ser recol·lectat l'exemplar tipus, el riu Jaracatiá, afluent de la baixa conca de riu Iguazú. Aquest nom defineix en guaraní a l'arbre Jacaratia spinosa, planta molt aprofitada pels guaranís, i comú a la regió.